# أتيكا لوك
أتيكا لوك (بالإنجليزية: Attica Locke)‏ (1974، هيوستن في الولايات المتحدة)؛ كاتِبة، سيناريست وروائية أمريكية. درست في جامعة نورث وسترن.

## روابط خارجية
- أتيكا لوك على موقع IMDb (الإنجليزية)